# Coup d'État de 1991 en Thaïlande
En février 1991, un coup d’État militaire eut lieu en Thaïlande, renversant le gouvernement dirigé par Chatichai Choonhavan, élu démocratiquement, et instaurant le Conseil national de maintien de la paix. À la suite des élections générales truquées de mars 1992, le général Suchinda Kraprayoon, un des principaux artisans de ce coup d’État, fut nommé Premier ministre.
Mais cette nomination entraîna les événements dit du Black May (« Mai noir » en français) de mai 1992. 200 000 personnes manifestèrent contre le gouvernement militaire de Suchinda Kraprayoon, et cette manifestation fut réprimée dans le sang : les forces de sécurité ouvrirent le feu et lynchèrent des civils, causant 52 morts officiels et 34 disparus ; à noter que ces chiffres officiels sont certainement en deçà de la réalité.
Contrairement au massacre d’octobre 1976 de l’université Thammasat, le roi intervint, éviteant un bain de sang encore plus grand.